# Torgen Schneider
Torgen Schneider (Siegen, 26 juli 1964) is een Duitse tv-presentator en journalist.

## Jeugd en opleiding
Schneider groeide op in het Westerwald. Na het eindexamen bij het Konrad Adenauer-gymnasium in Westerburg ging hij in 1984 vervolgens naar de Berlitz Sprachschulen en voltooide een opleiding als verzekeringsagent. In 1987 verhuisde hij naar Berlijn en begon een studie journalistiek, theaterwetenschap en amerikanistiek aan de Vrije Universiteit aldaar.

## Carrière
Sinds begin 1998 is Torgen Schneider onder contract bij Sat.1, waar hij onder andere redacteur is en soms ook op zaterdag het Sat.1-Frühstücksfernsehen presenteert. Bij de door Kai Pflaume gepresenteerde Sat.1-vrijdagavondshow Yes we can dance behoorde hij tot in de finale tot het deel van de prominent bezette dansact The Rocky Horror Picture Show.
Iedere maandag is hij met de rubriek Torgen am Morgen en Backstage live bij het Sat.1-Frühstücksfernsehen op de televisie te zien.

## Privéleven
Schneider woont tegenwoordig in Berlijn.